# A Arquitetura da Cidade
A Arquitetura da Cidade (Italiano: L'architettura della città) é um influente livro sobre teoria do desenho urbano, escrito pelo arquiteto italiano Aldo Rossi e publicado originalmente em 1966. A obra analisa o processo de surgimento e transformação da cidade em um modo geral tanto cidades reais de todo o mundo como  projetos e estudos.
A cidade e sua formação tem sido um dos temas mais estudados e pesquisados no meio arquitetônico há séculos. Não poderia ser diferente, pois a partir da necessidade do homem de criar o ambiente que habita para viver melhor, estamos falando da criação da cidade e consecutivamente, da arquitetura.
“Entendo a arquitetura em sentido positivo, como uma criação inseparável da vida civil e da sociedade em que se manifesta; ela é por natureza coletiva. Do mesmo modo que os primeiros homens construíram habitações e na sua primeira construção tendiam a realizar um ambiente mais favorável à sua vida, a construir um clima artificial, também construíram de acordo com uma intencionalidade estética. Iniciaram a arquitetura ao mesmo tempo em que os primeiros esboços das cidades; a arquitetura é, assim, inseparável da formação da civilização e é um fato permanente, universal e necessário.”
Criação de um ambiente mais propício à vida e intencionalidade estética são características estáveis da arquitetura segundo Rossi, que procura ordenar e dispor os principais problemas da ciência urbana tratando de diversos métodos para enfrentar o problema do estudo da cidade.
Ele divide o livro em quatro partes: na primeira, trata de problemas de descrição e classificação, portanto problemas tipológicos; na segunda, da estrutura da cidade por partes; na terceira, da arquitetura da cidade e do “locus” em que ela existe, portanto da história urbana; na quarta, enfim, faz alusão às principais questões da dinâmica urbana e ao problema da política como escolha. Todos estes problemas são percorridos pela questão da imagem urbana, da sua arquitetura; essa imagem abrange o valor de todo o território vivido e construído pelo homem.
A forma dos lotes de uma cidade, sua formação, sua evolução representa a longa história da propriedade urbana e a história das classes profundamente ligadas à cidade. A forma da cidade é sempre a forma de um tempo da cidade, e existem muitos tempos na forma da cidade. No próprio decorrer da vida de um homem, a cidade muda de fisionomia em volta dele, as referências não são as mesmas. A cidade não é por sua natureza, uma criação que pode ser reduzida a uma só ideia básica: seus processos de conformação são diferentes. A cidade é constituída por partes; cada uma dessas partes é caracterizada; ela tem elementos primários em torno dos quais se agregam edifícios. Conceber a fundação da cidade por elementos primários é a única lei racional possível segundo o autor, isto é, a única extração de um princípio lógico na cidade para continuá-la.
“A cidade é a memória coletiva dos povos; e como a memória esta ligada a fatos e a lugares, a cidade é o “locus” da memória coletiva.”
Assim, tratando da arquitetura da cidade, Aldo Rossi refere-se ao “locus” como sendo o princípio característico dos atos urbanos; o “locus”, a arquitetura, as permanências e a história serviram para tentar esclarecer a complexidade dos atos urbanos. Enfim, a memória coletiva se torna a própria transformação do espaço, a cargo da coletividade. É provável que esse valor da história, como memória coletiva, entendida como relação da coletividade com o lugar e com a ideia dele, permita ou ajude a compreender o significado da estrutura urbana, da sua individualidade, da arquitetura da cidade, que é a forma dessa individualidade. Assim a união entre o passado e o futuro está na própria ideia da cidade, que a percorre tal como a memória percorre a vida de uma pessoa e que, para concretizar-se, deve conformar a realidade, mas também conformar-se nela. E essa conformação permanece em seus fatos únicos, em seus monumentos, na ideia que temos deles. Isso explica também por que, na antiguidade se colocava o mito como fundamento da cidade.